# 哈靈山國家公園
哈靈山國家公園（挪威語：Hallingskarvet nasjonalpark）是挪威的一個國家公園，位於挪威中部地區，成立於2006年12月22日。哈靈山國家公園面積450平方（170平方英里）。